# Степена функција
Степена функција с једном променљивом је функција облика :{\displaystyle f\colon x\mapsto cx^{r}\;c,r\in \mathbb {R} } где су {\displaystyle c} и {\displaystyle r} константни реални бројеви {\displaystyle k\,} а  {\displaystyle x\,} променљив реалан број.
За анализу ове функције разликују се следећи случајеви:
1. {\displaystyle k\,} је природан број
2. {\displaystyle k\,} је негативан цео број
3. {\displaystyle k\,} је позитиван рационалан број
4. {\displaystyle k\,} је негативан рационалан број
5. {\displaystyle k\,} је реалан број

- Парабола степена n:  {\displaystyle n=0}   {\displaystyle n=1}   {\displaystyle n=2}   {\displaystyle n=3}   {\displaystyle n=4}   {\displaystyle n=5}
- Хипербола степена n:  {\displaystyle n=-1}   {\displaystyle n=-2}   {\displaystyle n=-3}